# Apolysis flavipleurus
Apolysis flavipleurus är en tvåvingeart som först beskrevs av Wray Merrill Bowden 1964.  Apolysis flavipleurus ingår i släktet Apolysis och familjen svävflugor.
Artens utbredningsområde är Ghana. Inga underarter finns listade i Catalogue of Life.